# Jan Dzwonek
Jan Szymon Dzwonek (ur. 18 lipca 1913 w Kielcach, zm. 13 maja 1982 w Warszawie) – podporucznik pilot Wojska Polskiego, kawaler Virtuti Militari.

## Życiorys
Syn Franciszka i Marianny z domu Jasińska. Od 11 roku życia pracował w hucie szkła, następnie w tartaku. Pasjonował się lotnictwem, w 1933 r. ukończył przeszkolenie szybowcowe w szkole w Polichnie. W 1934 r. ukończył Gimnazjum Matematyczno-Przyrodnicze im. Jana Śniadeckiego w Kielcach i zgłosił się do służby w Wojsku Polskim. Jako ochotnik miał możliwość wyboru formacji i wybrał lotnictwo. W 1935 r. został przyjęty do Szkoły Podchorążych Lotnictwa, którą ukończył w 1937 r. z 19. lokatą.
Otrzymał przydział do 161 eskadry myśliwskiej. W sierpniu 1938 r. w Wojskowym Obozie Szybowcowym w Ustianowej zdobył kategorię „D” pilota szybowcowego. Od marca do sierpnia 1939 r. przebywał na lotnisku w Sarnach, gdzie w składzie klucza czterech PZL P.11c współpracował z Korpusem Ochrony Pogranicza. W maju 1939 r. zaprojektował godło 161 eskadry myśliwskiej przedstawiające indyka w białym kole. Godło nie zostało zaakceptowane przez dowództwo, pozostało na samolocie Dzwonka.
Tuż przed wybuchem II wojny światowej powrócił do służby w III/6 dywizjonie myśliwskim, z którym został przebazowany w rejon Łodzi. Jednostka została przydzielona do Armii „Łódź”. 1 września wykonał trzy loty bojowe, 2 września został przeniesiony do Kłoniszewa gdzie wszedł w skład czterosamolotowej zasadzki. W locie bojowym, wspólnie z ppor. Edwardem Kramarskim, zestrzelił samolot rozpoznawczy Hs 126. Następnie włączył się do walki w rejonie Łodzi z samolotami z eskadry 1./ZG 76 oraz eskadry sztabowej Stab/ZG 76. Jego samolot został trafiony przez Messerschmitta Bf 110. Udało mu się wyskoczyć z płonącego samolotu i wylądować na polu koło wioski Bychlew, trafił do szpitala w Warszawie z poparzeniami III stopnia twarzy i obu dłoni. Ponadto miał rany lewej dłoni i lewego podudzia. Po wkroczeniu Niemców uciekł ze szpitala i pod przybranym nazwiskiem Jasiński kontynuował leczenie. Wymagało to przeprowadzenia kilkunastu operacji, rekonwalescencja została zakończona dopiero w 1943 r.
W 1940 r. podjął dwie nieudane próby przedostania się do Francji. Zgłosił się do działania w podziemnych strukturach – był żołnierzem Związku Walki Zbrojnej a następnie Armii Krajowa. W 1943 rozpoczął studia na Politechnice Lwowskiej.
Po zakończeniu działań wojennych kontynuował studia na Akademii Górniczo-Hurniczej w Krakowie. Jednocześnie działał jako instruktor szybownictwa w Bodzowie, Krakowie i na górze Żar. 14 czerwca 1947 r., wynikiem 3600 m., ustanowił rekord Polski w przewyższeniu, jesienią tego roku został powołany w skład narodowej reprezentacji szybowcowej. Również w 1947 r. rozpoczął pracę jako asystent w Katedrze Lotniczej AGH i na Wydziale Lotniczym Politechniki Wrocławskiej. Był jednym z inicjatorów powstania Sekcji Lotniczej Studentów AGH, w 1949 r. został wybrany na jej przewodniczącego. 
W czerwcu 1948 r. wziął udział w VII Krajowych Zawodach Szybowcowych, podczas których zajął 16 miejsce, w sierpniu tego samego roku (w załodze z Adamem Bułatem) zwyciężył w IX Krajowych Zawodach Lotniczych.
W 1950 r. obronił pracę magisterską i uzyskał tytuł inżyniera mechanika i magistra nauk technicznych. Na fali stalinowskich czystek został odsunięty w 1951 r. od latania, został również odsunięty od pracy na uczelniach. Znalazł pracę poza lotnictwem, zatrudnił się w Krakowskich Zakładach Budownictwa Przemysłowego jako główny energetyk. Od 1953 r. pracował jako kierowniki warsztatu mechanicznego w krakowskiej spółdzielni, rozpoczął również pracę w miejskim technikum. Na skutek odwilży politycznej w 1956 r. odzyskał licencję pilota i został zatrudniony w Zespole Lotnictwa Sanitarnego w Łodzi, gdzie od 15 kwietnia pracował jako kierownik. W 1959 r. został przeniesiony do Centralnego Zespołu Lotnictwa Sanitarnego w Warszawie, rok później przeszedł przeszkolenie w zakresie pilotażu śmigłowców. W lotnictwie sanitarnym pracował do 1970 r. 
Zmarł 13 maja 1982 r. i został pochowany w Warszawie. Na liście Bajana został sklasyfikowany na 360. pozycji.

## Ordery  i odznaczenia
- Krzyż Srebrny Orderu Virtuti Militari (nr 12053)[13].